# خاکریز (اسدآباد)
خاکریز (اسدآباد)، روستایی از توابع بخش مرکزی شهرستان اسدآباد در استان همدان ایران است. 

## جمعیت
این روستا در دهستان دربندرود قرار دارد و براساس سرشماری مرکز آمار ایران در سال ۱۳۹۵، جمعیت آن ۱۰۸۹ نفر (۳۱۶خانوار) بوده‌است. مردم روستای خاکریز به زبان ترکی سخن می‌گویند و اکثریت از تیره قاسملوی ایل افشار و تعدادی نیز از ایل بهارلو هستند. بخش زیادی از جمعیت روستا در محلات غربی و شمال غربی شهر اسدآباد ساکن هستند؛ چنانکه اهالی محله اسلام آباد در غرب شهر اسدآباد همگی خاکریزی هستند.